# Nita Barrow
Dame Ruth Nita Barrow, GCMG DA, (15 de noviembre de 1916 - 19 de diciembre de 1995) fue la primera gobernadora general de Barbados. Barrow era enfermera y funcionaria de salud pública de Barbados. Fue la quinta gobernadora general de Barbados desde el 6 de junio de 1990 hasta su muerte el 19 de diciembre de 1995. Era hermana mayor de Errol Barrow, el primer primer ministro de Barbados.

## Biografía
Ruth Nita Barrow nació en Barbados, hija de un sacerdote anglicano muy respetado, el reverendo Reginald Grant Barrow, y su madre fue Ruth Alberta Barrow (apellido de soltera O'Neal). Fue la segunda de los cinco hijos de sus padres, entre los que se encontraban Sybil Barrow, Ena Comma y Errol Barrow. Se formó como enfermera, partera y administradora de atención médica. Ocupó diversos puestos de enfermería, salud pública y administración pública en Barbados y Jamaica, en las décadas de 1940 y 1950. Sufrió un derrame cerebral masivo la noche de su muerte. Le sobrevivieron sus hermanas, Sybil Barrow y Ena Comma.

## Educación
Comenzó su profesión de enfermería en sus primeros años siguiendo los pasos de su tío y su padre, y completó su formación básica en el Hospital General de Barbados. Luego comenzó a capacitarse en partería en el Hospital General de Puerto España en Trinidad. Barrow se graduó en enfermería de la Universidad de Columbia, Nueva York, la Universidad de Toronto, Canadá y la Universidad de Edimburgo, Escocia. Más tarde continuó su educación en un estudio especializado en el Royal College of Nursing de la Universidad de Edimburgo de 1951 a 1952, y en la Universidad de Columbia de 1962 a 1963. Como funcionaria pública, se desempeñó como instructora en la Escuela de Salud Pública de las Indias Occidentales en Jamaica entre 1945 y 1950. Más tarde se convirtió en responsable en los campos de enfermería y salud pública como la primera matrona de las Indias Occidentales del University College Hospital en 1954 y la primera oficial de enfermería principal en Jamaica en 1956. Tras la expansión regional de la West Indies School, se convirtió en directora de un proyecto de investigación en enfermería en el Commonwealth Caribbean. Esto llevó a la modernización en la formación de enfermeras y comenzó el programa de enfermería avanzada en la Universidad de las Indias Occidentales.

## Carrera profesional
La carrera de Barrow comenzó en 1964, cuando se convirtió en Asesora de Enfermería de la Organización Panamericana de la Salud para el área del Caribe. En 1975, se convirtió en Directora de la Comisión Médica Cristiana del Consejo Mundial de Iglesias (CMI) y presidente de la YWCA Mundial (1975-1983). Fue presidente del Consejo Internacional de Educación de Adultos (ICAE) desde 1982 hasta 1990 y Coordinadora del Foro de Organizaciones No Gubernamentales (ONG) para la Década de la Mujer en Nairobi, Kenia en 1983. En 1985, en la Conferencia Mundial sobre la Mujer de Nairobi, Barrow se desempeñó como presidenta del Foro de ONG.
Fue miembro del Grupo de Personas Eminentes de la Commonwealth que visitó Sudáfrica en 1986. Durante esa misión, frustró con éxito las restricciones militares de Sudáfrica, al  lograr ingresar al área restringida del municipio de Alexandra, disfrazada con atuendos y tocados africanos.
En 1980, Barrow recibió el más alto honor en Barbados; fue nombrada Dama de San Andrés (DA) de la Orden de Barbados. También recibió una beca honoraria del Royal College of Nursing.

## Legado
El Fideicomiso Educativo Errol & Nita Barrow recauda fondos y otorga premios financieros para permitir a los ciudadanos de Bajans y del Commonwealth Caribbean seguir un curso de estudio que promueva el desarrollo de Barbados y el Caribe.
El ICAE creó el premio Dame Nita Barrow que apoya a las organizaciones regionales y nacionales de educación de adultos que han hecho una gran contribución al empoderamiento de las mujeres.
La Colección Die Nita Barrow, una colección de documentos sobre la vida y la época de Nita Barrow, ha sido inscrita en la lista de patrimonio documental mundial de la UNESCO, el Registro de la Memoria del Mundo .

## Cargos
- Puestos de enfermería y salud pública en Barbados y Jamaica (1940-1956)[4]
- Directora de enfermería, Jamaica (1956–1967)[4]
- Asesor de salud pública de la Organización Mundial de la Salud y la Organización Panamericana de la Salud (1963–75)
- Asesora de enfermería, Organización Panamericana de la Salud (1967-1971)[4]
- Director Asociado, Comisión Médica Cristiana del Consejo Mundial de Iglesias, Ginebra (1971-1975)[4]
- Presidente de la YWCA Mundial (1975–83)
- Director / Consultor de salud, Organización Mundial de la Salud (1981–1986)[4]
- Presidente del Consejo Internacional para la Educación de Adultos (1982-1990)
- Presidente del Consejo Mundial de Iglesias (1983)
- Embajador ante las Naciones Unidas (1986-1990)
- Miembro honorario, Royal College of Nursing
- Gobernador General de Barbados (1990-1995)[4]

## Honores y premios
- 1975 Doctor en Derecho, Universidad de las Indias Occidentales
- 1980 Miembro del Royal College of Nursing
- 1980 Dama de San Andrés, por Orden de Su Majestad la Reina Isabel II
- 1982 Doctor en Ciencias, Universidad McMaster, Canadá
- 1983 Profesor de la Cátedra Gamaliel, Universidad de Wisconsin – Milwaukee, EE. UU.
- 1984 Premio Espíritu del Caribe, Fundación de Recursos del Caribe
- 1985 Antillano del Año, Revista Bajan
- 1986 Premio Caribeño por la Paz a través de la Lucha por la Justicia, Consejo de Iglesias del Caribe
- 1986 Premio al ciudadano destacado del año, Kiwanis Club of Barbados
- Premio de la Mujer de la CARICOM 1987
- 1987 Doctor en Derecho, Universidad de Toronto, Canadá
- 1987 Doctor en Letras Humanas, Morris Brown University, EE. UU.
- 1988 Doctor en Humanidades, Universidad Mount St. Vincent, Canadá
- 1988 Doctor en Derecho, Universidad de Winnipeg, Canadá
- 1988 Medalla presidencial, Brooklyn College, EE. UU.
- 1988 Doctor honorable en derecho, Spelman College, EE. UU.
- 1989 Premio Christiane Reimann , Consejo Internacional de Enfermeras, Ginebra, Suiza
- Doctor honoris causa en Derecho, Queen's University, Canadá
- Doctor honoris causa en Literatura, Universidad Wilfrid Laurier